# Hylorchilus
Genre
Hylorchilus est un genre de passereaux de la famille des Troglodytidae. Il est endémique du Sud du Mexique,.

## Liste des espèces
Selon la classification de référence du Congrès ornithologique international (version 8.1, 2018) :
- Hylorchilus sumichrasti (Lawrence, 1871) — Troglodyte à bec fin
- Hylorchilus navai Crossin & Ely, 1973 — Troglodyte de Nava